# Białozoryszki (gmina Rzesza)
Białozoryszki (lit. Bielazariškės) – wieś na Litwie, w okręgu wileńskim, w rejonie wileńskim, w gminie Rzesza, w pobliżu węzła drogi magistralnej A14 z drogą krajową 108.
Współcześnie w skład miejscowości wchodzą dawne: zaścianki Białozoryszki I, Białozoryszki II, Białozoryszki III, Białozoryszki Dolne, Białozoryszki Górne i Justynówka oraz folwark Białozoryszki.

## Historia
W dwudziestoleciu międzywojennym leżały w Polsce, w województwie wileńskim, w powiecie wileńsko-trockim, w gminie Rzesza. W 1931 miejscowości liczyły:
- Białozoryszki[d] – 8 mieszkańców, zamieszkałych w 1 budynku,
- Białozoryszki I – 15 mieszkańców, zamieszkałych w 1 budynku,
- Białozoryszki II – 5 mieszkańców, zamieszkałych w 1 budynku,
- Białozoryszki III – 6 mieszkańców, zamieszkałych w 1 budynku,
- Białozoryszki Dolne – 9 mieszkańców, zamieszkałych w 1 budynku,
- Białozoryszki Górne – 5 mieszkańców, zamieszkałych w 1 budynku,
- Justynówka – 8 mieszkańców, zamieszkałych w 1 budynku[3].

Po II wojnie światowej w granicach Związku Sowieckiego. Od 1991 na niepodległej Litwie.